# Canon EOS 5D Mark IV
La EOS 5D Mark IV è una reflex digitale (DSLR) professionale da 30.1 megapixel, a pieno formato, prodotta da Canon. Erede della 5D Mark III, è stata presentata il 25 agosto 2016.

## Caratteristiche

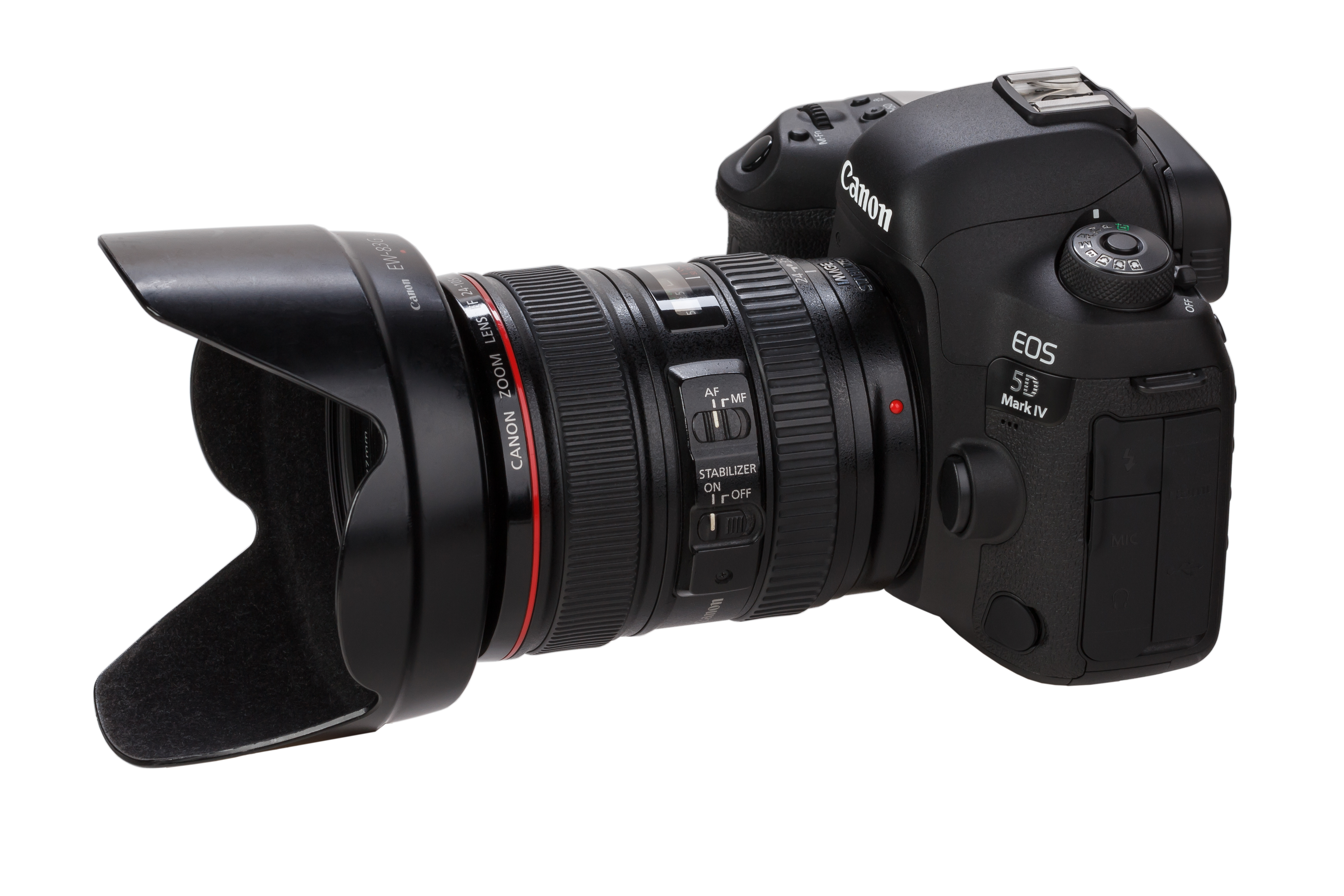
With lens

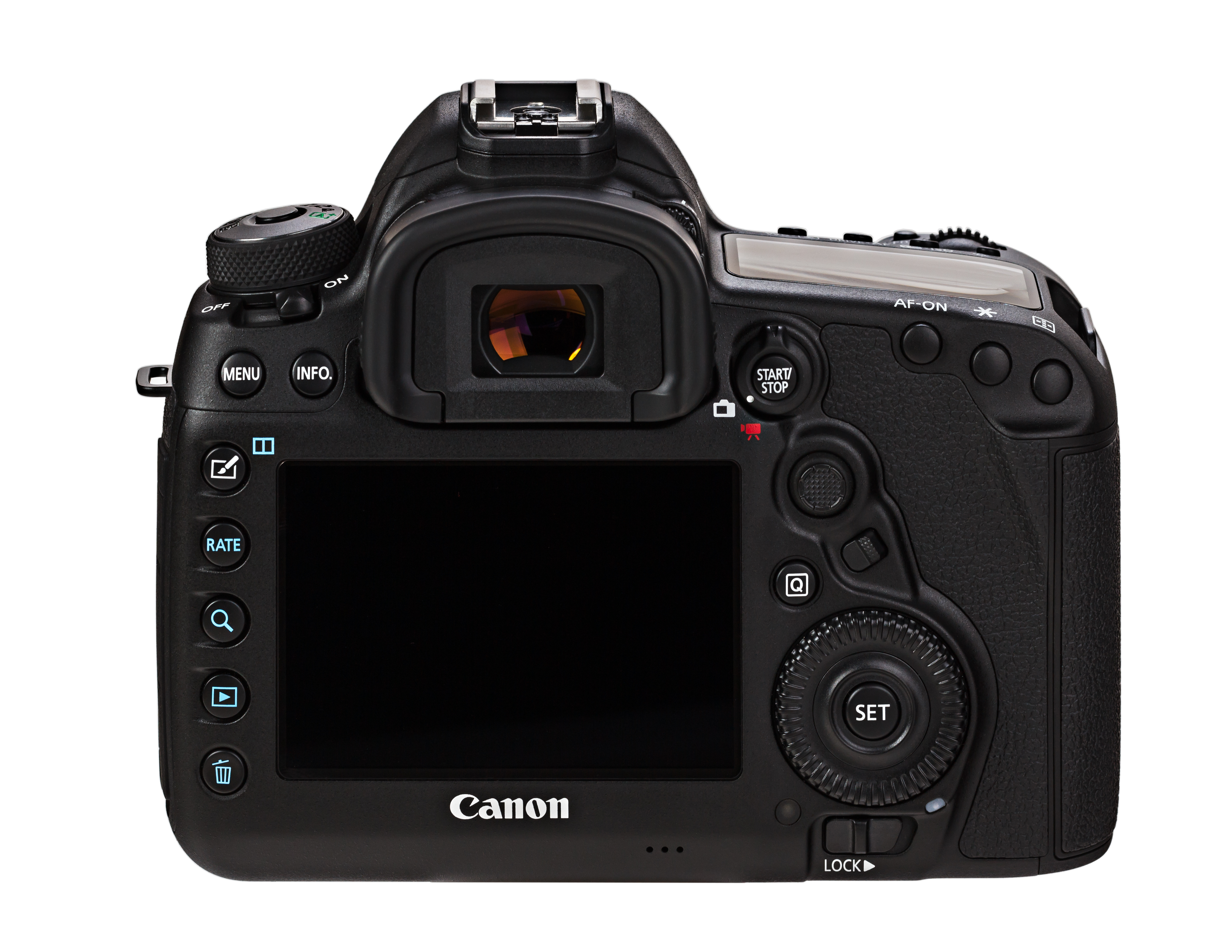
Rear view

Aggiornamenti rispetto alla 5D Mark III:
- 4K (4096×2160) fino a  30 fps (29.97 fps) fino a 29′59″, con un fattore crop di 1.74× (rispetto al frame pieno).
- Full HD video (1080p) fino a 60 fps, HD (720p) fino a 120 fps
- Raffica fino a 7.0 frames al secondo con autofocus pienamente operativo; 4.3 fps in live view con modalità Servo AF e Dual Pixel CMOS AF
- Tutti i punti di AF supportano un massimo di apertura di f/8 con EV −3, sistema di autofocus reticolare a 61 punti ad alta densità AF II che include 41 punti "a croce", area AF espansa verticalmente.
- Illuminazione continua (rosso) di tutti i punti AF
- Mirino intelligente (Intelligent Viewfinder) II
- Eredita "AI Servo AF III" con "EOS iTR AF" dalla EOS 7D Mark II e dalla EOS-1D X Mark II
- GPS integrato utilizzato per informazioni  geotag e sincronizzazione al tempo UTC: compatibile con tre sistemi di navigazione satellitare inclusi  GLONASS (Russia), GPS (USA), Michibiki (Giappone)
- Intervallo ISO esteso da 100–25600 del modello Mark III a 100–32000.
- Sistema Anti-flicker (introdotto con le EOS 7D Mark II e EOS-1D X Mark II) – la fotocamera può essere impostata per regolare il momento di esposizione per compensare l'illuminazione elettrica tremolante
- Schermo touchscreen LCD, che permette ai videofotografi di selezionare i punti di AF prima e durante la registrazione di video. AF
- Nuovo tasto sotto il joystick e al di sotto della manopola Quick control.
- Wi-Fi/NFC per trasferimento dati wireless (con trasmettitore wireless)
- Sistema di controllo della vibrazione dello specchio (Mirror Vibration Control System)
- Stile di immagine "Dettaglio fine"
- Dual Pixel CMOS AF con Dual Pixel RAW: per bokeh shift, microaggiustamenti dell'image, riduzione di ghost e flare
- Digital lens optimizer per scattare JPEG, ereditato dalla EOS-1D X Mark II
- Modalità registrazione video in time-lapse[4]
- Durata batteria: 900 scatti (circa)[4]
- Mirino: circa 100% di copertura[4]